# Barbie
|  | Aquest article tracta sobre la nina de moda. Si cerqueu la pel·lícula del 2023, vegeu «Barbie (pel·lícula de 2023)». |

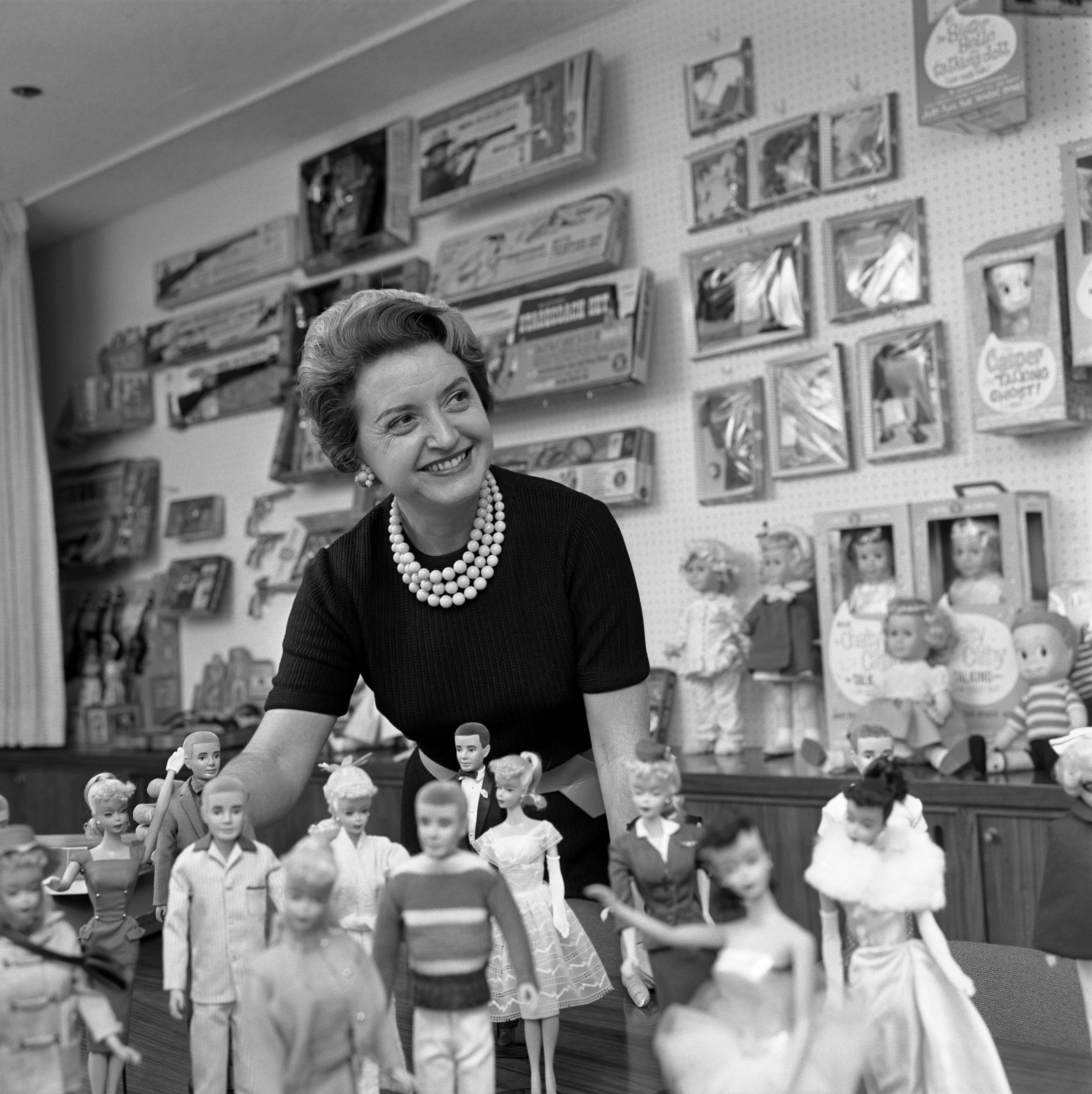
La creadora de Barbie, Ruth Handler, amb un assortiment de productes de Barbie i Mattel (1961)

La Barbie és una nina de moda creada per l'empresària nord-americana Ruth Handler, fabricada per l'empresa nord-americana de joguines i entreteniment Mattel fou comercialitzada per primer cop el 9 de març del 1959 i que es troba encara (2024) en producció. El nom complet de la Barbie és Barbara Millicent Roberts. La joguina es basava en la nina alemanya Bild Lilli que Handler havia comprat mentre estava a Europa. La figura de proa d'una marca homònima que inclou una gamma de nines i accessoris de moda, Barbie ha estat una part important del mercat de les nines de moda de joguina durant més de sis dècades. Mattel ha venut més de mil milions de nines Barbie, la qual cosa la converteix en la línia més gran i rendible de l'empresa. La marca s'ha expandit a una franquícia multimèdia des de 1984, que inclou videojocs, pel·lícules d'animació, sèries de televisió/web i una pel·lícula.
Barbie i el seu homòleg masculí, Ken, han estat descrits com les dues nines més populars del món. Mattel genera una gran part dels ingressos de Barbie a través de marxandatge relacionades: accessoris, roba, amics i familiars de Barbie. Don Richard Cox, escrivint per Journal of Popular Culture el 1977, va assenyalar que Barbie té un impacte significatiu en els valors socials en transmetre característiques de la independència femenina i, amb la seva multitud d'accessoris, un estil de vida idealitzat que es pot compartir amb amics rics.

## Orígens de la Barbie

### Desenvolupament
Ruth Handler va veure la seva filla Barbara jugar amb nines de paper i es va adonar que sovint li agradava donar-los papers adults. Aleshores, la majoria de ninots de joguina infantil eren representacions d'infants. Adonant-se que hi podria haver un buit al mercat, Handler va suggerir la idea d'una nina amb cos adult al seu marit Elliot, un cofundador de l'empresa de joguines Mattel. No estava entusiasmat amb la idea, igual que els directors de Mattel.
Durant un viatge a Suïssa el 1956 amb els seus fills Barbara i Kenneth, Ruth Handler es va trobar amb una nina de joguina alemanya anomenada Bild Lilli. La nina Lilli es basava en un personatge popular que apareix en una tira còmica satírica dibuixada per Reinhard Beuthin per al diari Bild. on encarnava una dona irreverent. Va sorgir de manera improvisada, per cobrir un espai en blanc però l'èxit dels seus diàlegs i situacions entre el públic fou tal que el còmic esdevingué un fix del tabloide. Es van comercialitzar diverses nines Lilli, una de les poques amb cos de dona i no de nena o nadó de l'època. La nina adulta era exactament el que Handler tenia en ment, així que en va comprar tres. Va donar-ne una a la seva filla i es va portar les altres a Mattel. La nina Lilli es va vendre per primera vegada a Alemanya Occidental l'any 1955 i, tot i que inicialment es va vendre a adults, es va fer popular entre els nens que els agradava vestir-la amb vestits que estaven disponibles per separat.
Al seu retorn als Estats Units, Handler va redissenyar la nina (amb l'ajuda de l'inventor i dissenyador local Jack Ryan ) i la nina va rebre un nou nom, Barbie, després de la filla de Handler, Barbara. La nina va fer el seu debut a la Fira Internacional de Joguines dels Estats Units a la ciutat de Nova York el 9 de març de 1959. Aquesta data també s'utilitza com a aniversari oficial de Barbie.

### Llançament
La primera nina Barbie portava un vestit de bany de ratlles de zebra en blanc i negre i una cua de cavall amb nus, i estava disponible com a rossa o morena. La nina es va comercialitzar com a "Model de moda per a adolescents", amb la seva roba creada per la dissenyadora de moda de Mattel Charlotte Johnson.
Els analistes esperaven que la nina tingués un mal rendiment a causa de la seva aparença adulta i de les suposicions generalitzades sobre les preferències dels consumidors en aquell moment. Ruth Handler creia que era important que Barbie tingués una aparença adulta, però les primeres investigacions de mercat van demostrar que alguns pares estaven descontents amb el pit de la nina, que tenia pits diferents.
Barbie va vendre unes 350.000 unitats en el seu primer any, superant les expectatives del mercat i generant un risc a l'alça per als inversors. Les vendes de Barbie van superar la capacitat de Mattel per produir-la durant els tres primers anys de la seva carrera. El mercat es va estabilitzar durant la dècada següent, mentre que el volum i el marge van augmentar amb l'exportació de nines restaurades al Japó. Barbie es va fabricar al Japó durant aquesta època, amb la seva roba cosida a mà per treballadors a casa japonesos.
Louis Marx and Company va demandar a Mattel el març de 1961. Després de llicenciar a Lilli, van afirmar que Mattel havia "infringit la patent de Greiner & Hausser per a l'articulació del maluc de Bild-Lilli", i també van afirmar que Barbie era "un enlairament i una còpia directa" de Bild-Lilli. La companyia també va afirmar que Mattel "es va representar falsament i enganyosa com a autor del disseny". Mattel va reclamar una reconvenció i el cas es va resoldre extrajudicialment el 1963. El 1964, Mattel va comprar els drets d'autor i patents de Greiner & Hausser per a la nina Bild-Lilli per 21.600 dòlars, equivalent a 213.000 dòlars el 2024.

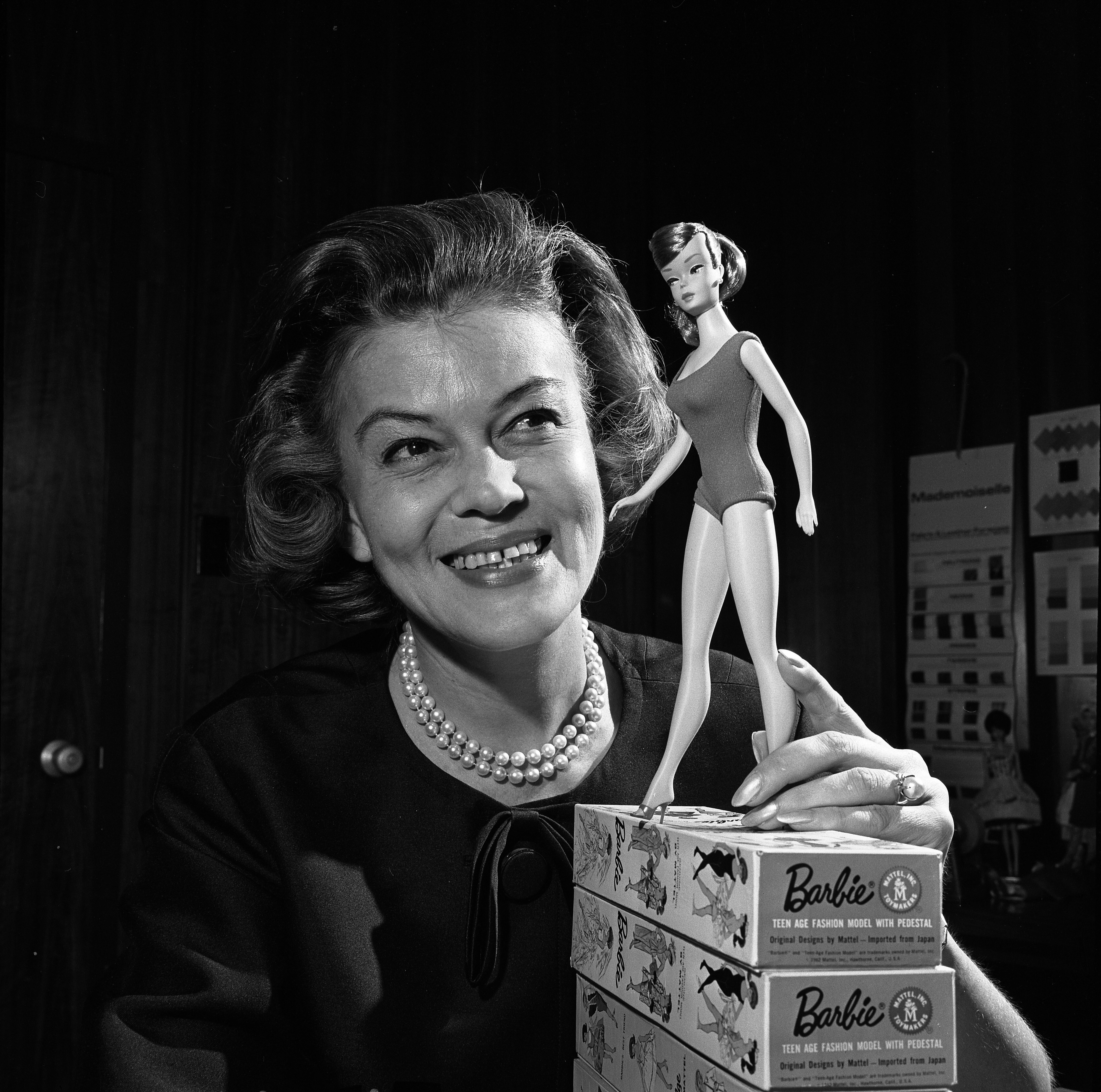
Dissenyadora de roba Charlotte Johnson amb una nina de 1965

L'aspecte de Barbie s'ha canviat moltes vegades, sobretot el 1971, quan els ulls de la nina es van ajustar per mirar cap endavant en lloc de tenir la mirada mirada pudorosa del model original. Aquest seria l'últim ajust que Ruth faria a la seva pròpia creació, ja que, tres anys més tard, ella i el seu marit Elliot van ser destituïts dels seus llocs a Mattel després que una investigació els va declarar culpables d'emetre informes financers falsos i enganyosos.
Barbie va ser una de les primeres joguines a tenir una estratègia de màrqueting basada àmpliament en la publicitat televisiva, que ha estat copiada àmpliament per altres joguines. El 2006 es va estimar que s'havien venut més de mil milions de nines Barbie a tot el món en més de 150 països, i Mattel va afirmar que es venien tres nines Barbie cada segon.
Les vendes de nines Barbie van disminuir bruscament del 2014 al 2016. Segons MarketWatch, s'espera que l'estrena de la pel·lícula Barbie del 2023 generi un "creixement significatiu" per a la marca almenys fins al 2030. A més de les vendes revigoritzades, l'estrena de la pel·lícula va desencadenar una tendència de moda coneguda com "Barbiecore" i un fenomen cultural relacionat amb el cinema anomenat Barbenheimer.

## Aparicions en mitjans de comunicació
Des de 1984, com a resposta a l'augment dels mitjans digitals i interactius i un descens gradual de les vendes de joguines i nines en aquell moment, Barbie ha aparegut en una franquícia de mitjans homònims que comença amb el llançament de dos videojocs homònims, un aquell any i un altre el 1991 i dos especials de televisió sindicats llançats el 1987; Barbie and the Rockers: Out of This World i la seva seqüela. Després va començar a aparèixer com a actriu virtual en una sèrie de llargmetratges d'animació directe a vídeo amb Barbie en el Trencanous el 2001, que també es van emetre a Nickelodeon als Estats Units com a promocions especials fins al 2017. Des del 2017, la sèrie de pel·lícules es va renovar com a pel·lícules de televisió en streaming, marcades com a "especials" d'animació i llançades a través de serveis multimèdia en streaming, principalment a Netflix.

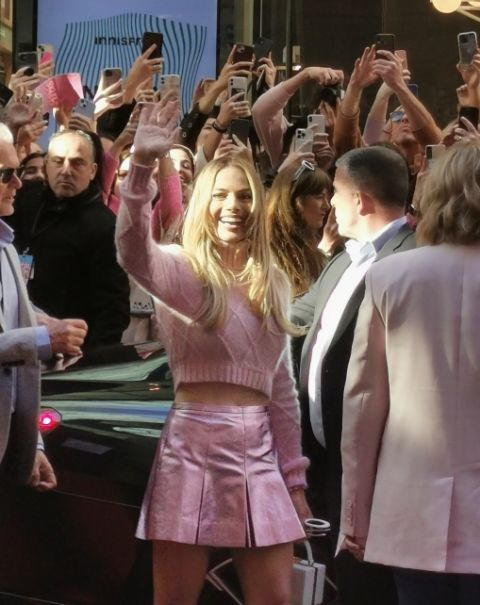
Margot Robbie a l'estrena de Barbie el 2023 a Sydney, Austràlia

En el moment de l'estrena de Barbie in the Pink Shoes el 26 de febrer de 2013, la sèrie de pel·lícules s'havia venut més de 110 milions d'unitats a tot el món. Des del 2012, ha aparegut en diverses sèries de televisió i web; incloent Barbie: Life in the Dreamhouse, Barbie: Dreamtopia, Barbie: Dreamhouse Adventures, Barbie: It Takes Two i Barbie: A Touch of Magic. A part dels papers principals, ha aparegut com a personatge secundari a les pel·lícules de Toy Story entre la seva segona i tercera seqüela amb un cameo a la quarta i la franquícia de mitjans My Scene. El 2015, Barbie va començar a aparèixer com a vlogger a YouTube anomenada Barbie Vlogger, on parla sobre la seva vida de ficció, la seva moda, els amics i la família, i fins i tot sobre temes com la salut mental i el racisme. Va ser interpretada per l'actriu australiana Margot Robbie en una adaptació cinematogràfica d'acció en viu estrenada el 21 de juliol de 2023 per Warner Bros. Pictures als Estats Units.

## Biografia de ficció
El nom complet de Barbie és Barbara Millicent Roberts i els noms dels seus pares es donen com George i Margaret Roberts de la ciutat fictícia de Willows, Wisconsin, en una sèrie de novel·les publicades per Random House als anys 60. En aquelles novel·les, Barbie va assistir a Willows High School; mentre que als llibres Generation Girl, publicats per Golden Books el 1999, va assistir a la fictícia Manhattan International High School a la ciutat de Nova York (basada en la Stuyvesant High School de la vida real).
Té una relació romàntica amb el seu llavors xicot Ken (nom complet "Kenneth Sean Carson"), que va aparèixer per primera vegada el 1961. Un comunicat de premsa de Mattel el febrer de 2004 va anunciar que Barbie i Ken havien decidit separar-se, però al febrer de 2006, esperaven reactivar la seva relació després que Ken tingués un canvi d'imatge. El 2011, Mattel va llançar una campanya perquè Ken recuperés els afectes de Barbie. La parella es va reunir oficialment el dia de Sant Valentí de 2011. Començant amb Barbie Dreamhouse Adventures el 2018, la parella es veu només com a amics o veïns del costat fins a un breu retorn a l'estètica anterior al 2018 al programa de televisió del 2023, Barbie: A Touch of Magic.
Mattel ha creat una sèrie de companys i familiars per a Barbie. Té tres germanes petites: Skipper, Stacie i Chelsea (anomenada Kelly fins al 2011). Les seves germanes han protagonitzat moltes entrades de la sèrie de pel·lícules de Barbie, començant per Barbie & Her Sisters in A Pony Tale del 2013. Els membres "jubilats" de la família de Barbie incloïen Todd (germà bessó de Stacie), Krissy (una germana petita) i Francie (cosina). Els amics de Barbie inclouen la hispà Teresa, Midge, l'afroamericà Christie i Steven (el xicot de Christie). Barbie també va ser amiga de Blaine, una surfista australiana, durant la seva separació amb Ken el 2004.
Barbie ha tingut més de 40 mascotes entre gats i gossos, cavalls, un panda, un cadell de lleó i una zebra. Ha estat propietària d'una àmplia gamma de vehicles, com ara Beetle rosa i Corvette convertible, remolcs i Jeeps. També té una llicència de pilot i opera avions comercials a més de servir com a assistent de vol. Les carreres de Barbie estan dissenyades per demostrar que les dones poden assumir una varietat de papers a la vida, i la nina s'ha venut amb una àmplia gamma de títols, com ara Miss Astronaut Barbie (1965), Doctor Barbie (1988) i Nascar Barbie (1998).

## Llegat i influència
Barbie s'ha convertit en una icona cultural i ha rebut honors rars al món de les joguines. El 1974, una secció de Times Square a la ciutat de Nova York va ser rebatejada com a Barbie Boulevard durant una setmana. El Musée des Arts Décoratifs de París al Louvre va fer una exposició de Barbie el 2016. L'exposició va comptar amb 700 nines Barbie en dues plantes, així com obres d'artistes contemporanis i documents (diaris, fotos, vídeos) que contextualitzen Barbie.
El 1986, l'artista Andy Warhol va crear una pintura de Barbie. El quadre es va vendre a una subhasta a Christie's de Londres per 1,1 dòlars milions. El 2015, la Fundació Andy Warhol es va unir amb Mattel per crear una Barbie Andy Warhol.
L'artista foraster Al Carbee va fer milers de fotografies de Barbie i va crear innombrables collages i diorames amb Barbie en diversos escenaris. Carbee va ser el tema del llargmetratge documental Magical Universe del 2013. L'art del collage de Carbee es va presentar a l'exposició de Barbie del 2016 al Musée des Arts Décoratifs de París a la secció sobre artistes visuals que s'han inspirat en Barbie.

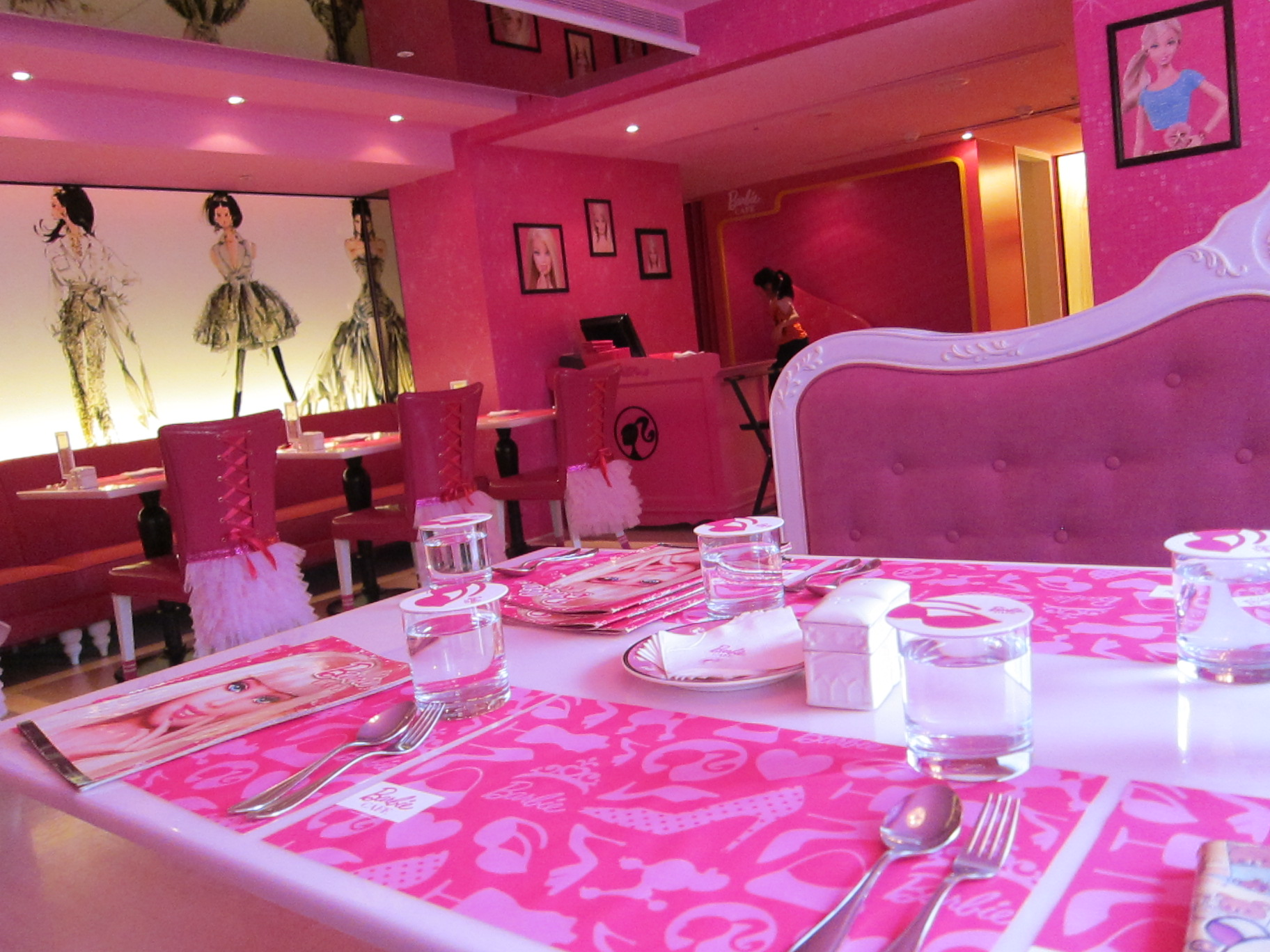
Interior de la cafeteria Barbie a Taiwan el 2013

El 2013, a Taiwan, es va obrir el primer restaurant temàtic de Barbie anomenat "Barbie Café" sota el grup Sinlaku.
The Economist ha subratllat la importància de Barbie per a la imaginació dels nens:
| «                | Des dels seus primers dies com a model de moda adolescent, Barbie ha aparegut com a astronauta, cirurgiana, atleta olímpica, esquiadora alpí, instructora d'aeròbic, reportera de notícies de televisió, veterinaria, estrella de rock, metge, oficial de l'exèrcit, pilot de la força aèria, diplomàtica de cimera, músic de rap, candidata a la presidència (part sense definir), jugador de beisbol, socorrista, bomber, dentista i socorrista molts. més. […] Quan la Barbie va irrompre per primera vegada a les botigues de joguines, just quan començaven la dècada de 1960, el mercat de nines estava format principalment per nadons, dissenyats perquè les nenes bresssin, melessin i alimentessin. En crear una nina amb característiques per a adults, Mattel va permetre a les noies convertir-se en el que vulguin. | » |
| — The Economist, | |   |

El 7 de setembre de 2021, després del debut de la pel·lícula de televisió en streaming Barbie: Big City, Big Dreams a Netflix, Barbie es va unir amb la productora musical, compositora, cantant i actriu Ester Dean nominada als premis Grammy i Girls Make Beats, una organització dedicada a expandir la presència femenina de productores musicals, DJs i enginyers d'àudio, per inspirar una futura producció musical de noies.

### Parc d'aventures de Mattel
El 2023, Mattel va començar a construir un parc temàtic prop de Phoenix, Arizona. El parc s'inaugurarà el 2024 i destaca les joguines de Mattel, com ara una Barbie Beach House, un viatge temàtic de Thomas & Friends i una pista de carreres de karts Hot Wheels. El parc temàtic tindrà lloc al complex VAI Resort, situat a24 km a l'oest de Phoenix, Arizona.

## Barbie 50 Aniversari
El 9 de març de l'any 2009 va complir els seus 50 anys en el mercat. Es va celebrar una desfilada a Nova York amb motiu de la Mercedes-Benz Fashion Week . L'esdeveniment va mostrar les modes aportades per cinquanta coneguts alta costura com Diane von Fürstenberg, Vera Wang, Calvin Klein, Bob Mackie i Christian Louboutin.
L'aniversari va portar una infinitat d'edicions especials i reproduccions de les més importants Barbies a través dels anys, incloent a la Ponytail (la primera Barbie de la història, la qual va debutar l'any 1959) i altres com ara Barbie Malibú, Barbie and the rockers, etc., Barbie també va lluir un impressionant vestit d'alta costura per celebrar el seu aniversari número 50, dissenyat per Robert Best, llueix un sorprenent vestit daurat amb detalls únics i espectaculars, es troba disponible en dues versions: Caucasican Barbie Doll (rossa) i African American Barbie Doll (afroamericana). Ambdues estan fetes amb el motlle Model Muse i porten arracades i joies fines.
Els analistes esperaven que la nina tingués un mal rendiment a causa de la seva aparença adulta i de les suposicions generalitzades sobre les preferències dels consumidors en aquell moment. Ruth Handler creia que era important que Barbie tingués una aparença adulta, però les primeres investigacions de mercat van demostrar que alguns pares estaven descontents amb el pit de la nina, que tenia pits diferents.
El 2009 per celebrar el 50è aniversari de la franquícia, es va celebrar una desfilada a Nova York amb motiu de la Mercedes-Benz Fashion Week. L'esdeveniment va mostrar les modes aportades per cinquanta coneguts alta costura com Diane von Fürstenberg, Vera Wang, Calvin Klein, Bob Mackie i Christian Louboutin.

### Projecte Barbie Dream Gap
El 2019 Mattel va llançar el "Projecte Barbie Dream Gap" per donar a conèixer el fenomen conegut com "Dream Gap": a partir dels cinc anys, les noies comencen a dubtar de la seva pròpia intel·ligència, on els nois no. Això fa que els nois segueixin carreres que requereixen una intel·ligència més alta i que les noies estiguin infrarepresentades en aquestes carreres. Per exemple, als EUA, el 33% dels jutges en exercici són dones. Aquesta estadística va inspirar el llançament de la Jutge Barbie en quatre tons de pell i pentinats diferents amb túnica de jutge i un accessori de martell.

### Gràcies Herois
El maig de 2020, com a resposta a la pandèmia de la COVID-19, Mattel va anunciar una nova línia de nines professionals inspirades en els primers responsables i els treballadors essencials del 2020. Per cada nina comprada, Mattel va donar una nina a la First Responders Children's Foundation.

### Hàbitat per a la Humanitat
El febrer de 2022 Mattel va celebrar el seu 60è aniversari de la Barbie Dreamhouse associant-se amb Habitat for Humanity International. Mattel es va comprometre a assumir 60 projectes, incloent-hi la nova construcció, la preservació de la llar i la revitalització del barri.

### Preocupacions de mala influència
El juliol de 1992 Mattel va llançar Teen Talk Barbie, que parlava diverses frases com "Alguna vegada tindrem prou roba?", "M'encanta comprar!" i "Vols fer una pizza?" Cada ninot estava programat per dir quatre de les 270 frases possibles, de manera que no era probable que dues nines donades fossin iguals (el nombre de combinacions possibles és 270!/(266!4!) = 216.546.345). Una d'aquestes 270 frases va ser "La classe de matemàtiques és dura!", la qual cosa va provocar les crítiques de l' Associació Americana de Dones Universitàries; al voltant de l'1,5% de totes les nines venudes va dir la frase. La nina sovint es va atribuir erròniament als mitjans de comunicació com que deia "Les matemàtiques són difícils!" A l'octubre de 1992, Mattel va anunciar que Teen Talk Barbie ja no diria "La classe de matemàtiques és dura!", i va oferir un intercanvi a qualsevol que tingués una nina que ho fes.
El 2002 Mattel va introduir una línia de nines Midge (i nadons) embarassades, però aquesta línia Happy Family es va retirar ràpidament del mercat a causa de les queixes que va promoure l'embaràs d'adolescents, tot i que se suposava que Midge era un adult casat.
El setembre de 2003 el país de l'Orient Mitjà de l'Aràbia Saudita va prohibir la venda de nines Barbie i franquícies, afirmant que no s'ajustaven als ideals de l'Islam. El Comitè per a la Promoció de la Virtut i la Prevenció del Vici va advertir: "Les nines Barbie jueves, amb la seva roba reveladora i les seves postures, accessoris i eines vergonyoses són un símbol de decadència per a l'Occident pervertit. Anem amb compte amb els seus perills i anem amb compte". La prohibició saudita de 2003 va ser temporal. A les nacions de majoria musulmana, hi ha una nina alternativa anomenada Fulla, que es va introduir el novembre de 2003 i és equivalent a Barbie, però està dissenyada específicament per representar els valors islàmics tradicionals. Fulla no és fabricat per Mattel (tot i que Mattel encara llicència de nines Fulla i franquícies per a la venda en determinats mercats) i (al gener de 2021) la marca Barbie "jueva" encara està disponible en altres països de majoria musulmana, com ara Egipte i Indonèsia. A l'Iran, les nines Sara i Dara, que es van presentar el març de 2002, estan disponibles com a alternativa a Barbie, tot i que no han tingut tant èxit.
El novembre de 2014 Mattel va rebre crítiques pel llibre I Can Be a Computer Engineer, que mostrava a Barbie com una inepta personalment amb els ordinadors, requerint que els seus dos amics fessin totes les tasques necessàries per restaurar dos ordinadors portàtils després d'infectar accidentalment a ella i l'ordinador portàtil de la seva germana amb una unitat flash USB connectada amb programari maliciós, abans d'obtenir crèdit per recuperar el projecte de la seva germana. Els crítics consideraven que la caracterització de Barbie com a dissenyadora de programari sense habilitats tècniques de baix nivell era masclista, com altres llibres de I Can Be... La sèrie va representar a Barbie com algú que era totalment competent en aquells treballs i no necessitava ajuda externa dels altres. Mattel més tard va retirar el llibre de la venda a Amazon en resposta a les crítiques, i la companyia va llançar una nina "Informàtica Barbie" que era un programador de jocs més que un dissenyador de jocs.

## Diversitat
"Colored Francie" va fer el seu debut el 1967, i de vegades se la descriu com la primera nina Barbie afroamericana. No obstant això, es va produir utilitzant els motlles de cap existents per a la nina Francie blanca i no tenia característiques africanes diferents que la pell fosca. La primera nina afroamericana de la gamma Barbie se sol considerar com Christie, que va debutar el 1968. Black Barbie es va llançar el 1980, però encara tenia característiques caucàsiques. El 1990, Mattel va crear un grup focal amb nens i pares afroamericans, especialistes en la primera infància i la psicòloga clínica, Darlene Powell Hudson. En lloc d'utilitzar els mateixos motlles per a les Barbies caucàsiques, se'n van crear de nous. A més, es van modificar els trets facials, els tons de pell, la textura del cabell i els noms. Les formes del cos semblaven diferents, però les proporcions eren les mateixes per garantir que la roba i els accessoris fossin intercanviables. El setembre de 2009, Mattel va presentar la gamma So In Style, que pretenia crear una representació més realista de la gent afroamericana que les nines anteriors.
A partir de l'any 1980 va produir nines hispàniques, i més tard van arribar models d'arreu del món. Per exemple, l'any 2007, va presentar "Barbie Cinco de Mayo " amb un vestit amb volants vermell, blanc i verd (respectant la bandera mexicana). La revista Hispanic informa que:
| «                    | [Un] dels desenvolupaments més dramàtics de la història de Barbie es va produir quan va adoptar la multiculturalitat i es va estrenar amb una gran varietat de vestits autòctons, colors de cabell i tons de pell per assemblar-se més a les noies que la idolatraven. Entre aquestes es trobaven la Barbie Cinco De Mayo, la Barbie espanyola, la Barbie peruana, la Barbie mexicana i la Barbie porto-riquenya. També ha tingut amics propers hispans, com Teresa. | » |
| — revista Hispànica, | |   |

La professora Emilie Rose Aguilo-Perez va argumentar que amb el temps, Mattel va passar de presentacions hispàniques ambigües a les seves nines a una que és més assertiva en el seu màrqueting i etiquetatge de productes "Latinx".
Mattel ha respost a les crítiques que assenyalen la manca de diversitat a la línia. El 2016, Mattel va ampliar la línia So In Style per incloure set tons de pell, vint-i-dos colors d'ulls i vint-i-quatre pentinats. Part del motiu d'aquest canvi es va deure a la disminució de les vendes. La marca ofereix ara més de 22 tons de pell, 94 colors de cabell, 13 colors d'ulls i cinc tipus de cos.
Mattel es va unir amb Nabisco per llançar una nina Barbie de promoció creuada amb galetes Oreo el 1997 i el 2001. Mentre que el llançament de la nina de 1997 només es va publicar en una versió blanca, per al llançament de 2001 Mattel va fabricar una versió blanca i una altra de negre . El llançament del 2001 de Barbie Oreo School Time Fun es va comercialitzar com algú amb qui les noies podien jugar després de classe i compartir "la galeta preferida d'Amèrica". Els crítics van argumentar que a la comunitat afroamericana, Oreo és un terme despectiu que significa que la persona és "negra per fora i blanca per dins", com la pròpia galeta de sandvitx de xocolata.
El maig de 1997, Mattel va presentar Share a Smile Becky, una nina en una cadira de rodes rosa. Kjersti Johnson, un estudiant de secundària de 17 anys a Tacoma, Washington amb paràlisi cerebral, va assenyalar que la nina no cabria a l'ascensor de la casa dels somnis de Barbie, de 100 dòlars. Mattel va anunciar que redissenyaria la casa en el futur per acollir la nina.
El juliol de 2024, Mattel va llançar la primera Barbie cega en col·laboració amb la Fundació Americana per a Cecs. Al costat d'això, la companyia també va llançar una Barbie negra amb síndrome de Down.

## Barbies un model a seguir
El març de 2018, a temps per al Dia Internacional de la Dona, Mattel va presentar la campanya "Barbie Celebrates Role Models" amb una línia de 17 nines, conegudes informalment com "sheroes", de procedències diverses "per mostrar exemples de dones extraordinàries". Mattel va desenvolupar aquesta col·lecció com a resposta a les mares preocupades perquè les seves filles tinguin models femenins positius. Les nines d'aquesta col·lecció inclouen Frida Kahlo, Patti Jenkins, Chloe Kim, Nicola Adams, Ibtihaj Muhammad, Bindi Irwin, Amelia Earhart, Misty Copeland, Helene Darroze, Katherine Johnson, Sara Gama, Martyna Wojciechowska, Martyna Wojciechowska, A Gabby Duvernan Yunog, Yuan Xia Douglas, A Gabby Duvernay Tan, Iris Apfel, Ashley Graham i Leyla Piedayesh. El 2020, la companyia va anunciar un nou llançament de nines "shero", incloent la campiona paralímpica Madison de Rozario i la quatre vegades campiona mundial de sabre Olga Kharlan. El juliol de 2021, Mattel va llançar una nina Naomi Osaka Barbie com a part de la sèrie "Barbie Role Model". Osaka es va associar originalment amb Barbie dos anys abans. Un mes abans, es va alliberar una nina Julie Bishop per reconèixer l'antic polític australià, així com una de la metgessa general Kirby White pel seu treball durant la pandèmia de COVID-19 a Austràlia. L'agost de 2021 es va alliberar una Barbie modelada després de l'astronauta de l'Agència Espacial Europea Samantha Cristoforetti.

## Parodies i judicis
Barbie ha estat sovint l'objectiu de la paròdia:
- Mattel va demandar l'artista Tom Forsythe per una sèrie de fotografies de 1999 anomenada Food Chain Barbie en què Barbie acaba en una batedora.[95][96][97] Mattel va perdre la demanda i es va veure obligat a pagar les despeses legals de Forsythe.[98]

- A l'episodi 25 d'In Living Color, el desembre de 1990, un esbós de Homey D. Clown va trobar HDC substituint el Pare Noel en un centre comercial. Una nena (Kelly Coffield) demana un joc de Barbie i Condomini de Malibu; en canvi, "Homey Claus" li regala "Compton Carlotta" (una nina rudimentària feta de pals i taps d'ampolles) amb un apartament de barris marginals (un cartró de llet). Quan la noia es queixa, Homey aixeca el seu característic blackjack i li desitja un Bon Nadal; agafant la pista, li agraeix i es retira precipitadament.

- A Amèrica Llatina, les controvèrsies notables inclouen una disputa legal del 2018 sobre les al·legacions de la Frida Kahlo Corporation, amb seu a Panamà, que la neboda de Frida Kahlo a Mèxic havia concedit erròniament la llicència de la marca comercial de Frida Kahlo per a la nina "Frida Kahlo Barbie".[99]

- Mattel va presentar una demanda l'any 2004 als Estats Units contra Barbara Anderson-Walley, una empresaria canadenca que té el sobrenom de Barbie, pel seu lloc web, que ven roba fetitxe.[100][101] La demanda va ser desestimada.[98]

- El 2011 Greenpeace va parodiar Barbie i va demanar a Mattel que adoptés una política per a les seves compres de paper que protegís la selva tropical. Quatre mesos més tard, Mattel va adoptar una política de sostenibilitat en paper.[102]

- Saturday Night Live va emetre una paròdia dels anuncis de Barbie amb "Gangsta Bitch Barbie" i "Tupac Ken".[103] El 2002, l'espectacle també va emetre una parodia, protagonitzada per Britney Spears com la germana de Barbie, Skipper.[104]

- El novembre de 2002, un jutge de Nova York va rebutjar una ordre judicial contra l'artista britànica Susanne Pitt, que havia produït una nina "Dungeon Barbie" amb roba de Bondage.[105]

- La cançó de 1997 d'Aqua "Barbie Girl", que va ocupar el primer lloc de les llistes mundials, va ser objecte de la demanda de 2002 Mattel contra MCA Records. Mattel va perdre, amb el jutge Alex Kozinski dient que la cançó era una "paròdia i un comentari social".[106][107]

- Dos anuncis publicitaris de la companyia d'automòbils Nissan amb nines semblants a Barbie i Ken van ser objecte d'una altra demanda l'any 1997. En el primer anunci, una nina femenina és atreta a un cotxe per una nina semblant a G.I.Joe davant la consternació d'un ninot semblant a Ken, acompanyat per "You Really Got Me" de Van Halen.[108] En el segon anunci, la nina "Barbie" és salvada per la nina "GI Joe" després que el nino "Ken" l'enfonsi accidentalment a una piscina amb el "Call Dr. Love" de Kiss.[109] Els creadors de l'anunci van dir que els noms de les nines eren Roxanne, Nick i Tad. Mattel va afirmar que el comercial va fer "danys irreparables" als seus productes,[110][111] però es va conformar.[112]

- El 1999, la model nua canadenca Barbie Doll Benson va estar involucrada en un cas d'infracció de marca registrada pel seu nom de domini, BarbieBenson.com.[113]

- L'any 1993, un grup que es deia Barbie Liberation Organization va modificar en secret un grup de nines Barbie mitjançant la implantació de caixes de veu de G.I. Joe les nines, després retornant les Barbies a les botigues de joguines d'on les van comprar.[114][115]

- Malibu Stacy de l'episodi dels Simpson de 1994 "Lisa vs. Malibu Stacy".

- Saviour Barbie fa referència a un compte d'Instagram satíric. Savior Barbie es representa a l'Àfrica, on dirigeix una ONG que proporciona aigua potable als locals i s'assegura de proporcionar imatges que representen els seus gloriosos actes de bondat. És probable que el compte n'hagi inspirat altres com "Hipster Barbie" i "Socality Barbie".[116][117]

## Concurs de nines Bratz
El maig de 2001, MGA Entertainment va llançar la sèrie de nines Bratz, un moviment que va donar a Barbie la seva primera competència seriosa al mercat de nines de moda. L'any 2004, les xifres de vendes van mostrar que les nines Bratz estaven venent més que les Barbie al Regne Unit, tot i que Mattel va mantenir que pel que fa al nombre de nines, roba i accessoris venuts, Barbie continuava sent la marca líder. L'any 2005, les xifres van mostrar que les vendes de nines Barbie havien caigut un 30% als Estats Units i un 18% a tot el món, i gran part de la caiguda es va atribuir a la popularitat de les nines Bratz.
El desembre de 2006, Mattel va demandar a MGA Entertainment per 1.000 milions de dòlars, al·legant que el creador de Bratz, Carter Bryant, treballava per a Mattel quan va desenvolupar la idea de Bratz. El 17 de juliol de 2008, un jurat federal va acordar que Carter Bryant va crear la línia Bratz mentre treballava per a Mattel i que MGA i el seu director executiu Isaac Larian eren responsables de convertir la propietat de Mattel per al seu propi ús i interferir intencionadament amb els deures contractuals que devia Bryant a Mattel. El 26 d'agost, el jurat va trobar que Mattel hauria de pagar 100 milions de dòlars en danys. El 3 de desembre de 2008, el jutge de districte dels Estats Units Stephen Larson va prohibir a MGA vendre Bratz. Va permetre que l'empresa continués venent les nines fins que acabés la temporada de vacances d'hivern. En apel·lació, el Tribunal d'Apel·lacions dels Estats Units per al Novè Circuit va concedir una suspensió; el Tribunal també va anul·lar la sentència original del Tribunal de Districte per a Mattel, on MGA Entertainment va rebre l'ordre de renunciar a tota la marca Bratz.
Mattel Inc. i MGA Entertainment Inc. van tornar als tribunals el 18 de gener de 2011, per renovar la seva batalla sobre qui és el propietari de Bratz, que aquesta vegada incloïa acusacions d'ambdues companyies que l'altra part robava secrets comercials. El 21 d'abril de 2011, un jurat federal va retornar un veredicte de suport a MGA. El 5 d'agost de 2011, Mattel també va rebre l'ordre de pagar a MGA 310 milions de dòlars per honoraris d'advocat, robatori de secrets comercials i reclamacions falses en lloc dels 88,5 milions de dòlars emesos a l'abril.
L'agost de 2009, MGA va presentar una gamma de nines anomenades Moxie Girlz, pensades com a reemplaçament de les nines Bratz.

## Efectes sobre la imatge corporal
Des del principi, alguns s'han queixat que "la nina rossa i de plàstic transmetia una imatge corporal poc realista a les noies".
Les crítiques a Barbie sovint es centren en la preocupació que els nens consideren Barbie un model a seguir i intentaran emular-la. Una de les crítiques més habituals a Barbie és que promou una idea poc realista de la imatge corporal d'una dona jove, la qual cosa comporta el risc que les noies que intenten emular-la esdevinguin anorèxiques. Les proporcions corporals poc realistes de les nines Barbie s'han relacionat amb alguns trastorns alimentaris dels nens.
Una nina Barbie estàndard fa 29 cm d'alçada, donant una alçada d'1,75 m a escala 1/6. Les estadístiques vitals de Barbie s'han estimat en 91 cm de pit, 46 cm de cintura i 84 cm de malucs. Segons la investigació de l'Hospital Central de la Universitat de Hèlsinki, Finlàndia, li faltaria el 17 al 22% de greix corporal necessari perquè una dona tingui la menstruació. El 1963, el vestit "Barbie Baby-Sits" va venir amb un llibre titulat Com perdre pes que aconsellava: "No mengis!" El mateix llibre es va incloure en un altre conjunt anomenat "Slumber Party" el 1965 juntament amb una bàscula de bany rosa fixada permanentment en 50 kg, que seria inferior al pes per a una dona d'1,75 m d'alt. Mattel va dir que la cintura de la nina Barbie es va fer petita perquè les cintures de la seva roba, juntament amb les costures, els botons de pressió i les cremalleres, van afegir volum a la seva figura. El 1997, el motlle del cos de Barbie va ser redissenyat i se li va donar una cintura més ampla, i Mattel va dir que això faria que la nina s'adapti millor als dissenys de moda contemporanis.
El 2016 Mattel va introduir una gamma de nous tipus de cos: "alt", "petit" i "corbat", llançant-los exclusivament com a part de la línia Barbie Fashionistas. 'Curvy Barbie' va rebre una gran atenció mediàtica i fins i tot va fer la portada de la revista Time amb el titular "Now Can We Stop Talking About My Body?". Tot i que la forma del cos de la nina corba era equivalent a la talla 4 dels EUA en roba, alguns nens la consideraven "grossa".

Tot i que Barbie havia estat criticada per les seves nines "altes i primes" d'aspecte poc realista, la companyia ha estat oferint més nines amb estàndards més realistes per ajudar a promoure una imatge corporal positiva.

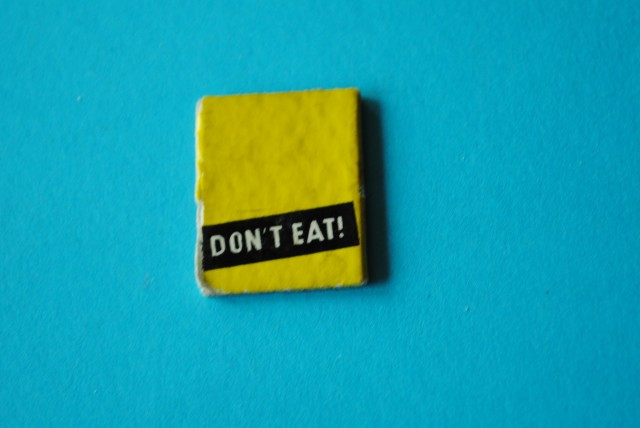
Contraportada del llibret d'època titulat "Com perdre pes", que diu "No mengis!"
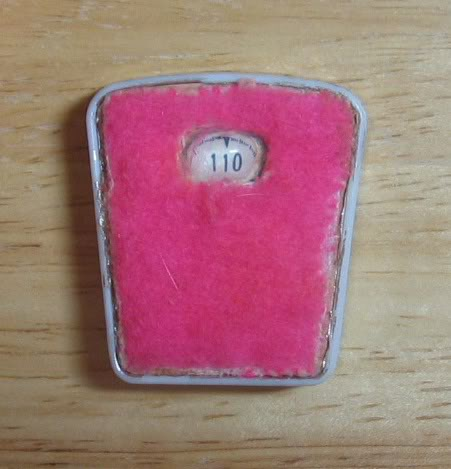
Bàscula de bany de 1965, fixada permanentment a 50 kg

### "Síndrome de Barbie"
La "síndrome de Barbie" és un terme que s'ha utilitzat per descriure el desig de tenir un aspecte físic i un estil de vida representatius de la nina Barbie. Sovint s'associa amb noies preadolescents i adolescents, però és aplicable a qualsevol grup d'edat o gènere. Una persona amb síndrome de Barbie intenta emular l'aspecte físic de la nina, tot i que la nina té proporcions corporals inabastables. Aquesta síndrome es considera una forma de trastorn dismòrfic corporal i provoca diversos trastorns alimentaris, així com una obsessió per la cirurgia estètica.
La model ucraïnesa Valeria Lukyanova ha rebut l'atenció de la premsa, en part perquè la seva aparença ha estat modificada en funció del físic de Barbie. Va afirmar que només ha tingut implants mamaris i depèn molt del maquillatge i els contactes per alterar la seva aparença. De la mateixa manera, Lacey Wildd, una personalitat de la televisió de realitat nord-americana que sovint es coneix com "Million Dollar Barbie", també s'ha sotmès a 12 cirurgies d'augment de pit per convertir-se en "la Barbie extrema".
Jessica Alves, abans de sortir com a transgènere, es va sotmetre a procediments cosmètics per valor de més de 373.000 £ per igualar l'aspecte de l'homòleg masculí de Barbie, cosa que li va donar el sobrenom de "Human Ken Doll". Aquests procediments han inclòs múltiples treballs nasals, paquets de sis implants abdominals, un lifting de natges i implants de cabell i pit. Amb el mateix sobrenom, Justin Jedlica, l'empresari nord-americà, també s'ha fet múltiples cirurgies estètiques per millorar el seu aspecte de Ken.
L'any 2006, les investigadores Helga Dittmar, Emma Halliwell i Suzanne Ive van dur a terme un experiment provant com les nines, inclosa Barbie, afecten la pròpia imatge de les noies. Dittmar, Halliwell i Ive van donar llibres il·lustrats a nenes d'entre 5 i 8 anys, un amb fotos de Barbie i l'altre amb fotos d'Emme, una nina amb trets físics més realistes. A continuació, es va preguntar a les noies sobre la seva mida corporal ideal. La seva investigació va trobar que les noies que estaven exposades a les imatges de Barbie tenien una autoestima significativament més baixa que les noies que tenien fotos d'Emme. Tanmateix, Benjamin Radford va assenyalar que la resposta pot no ser tan senzilla, ja que aquesta investigació també va demostrar que l'edat de la noia era un factor important en la influència que tenia la nina en la seva autoestima.

## Dissenyadors destacats
- Kitty Black Perkins, creadora de la Primera Barbie Negra.
- Carol Spencer, dissenyadora de moda de Barbie de 1963 a 1999.
- Bob Mackie, dissenyador convidat de Barbie.
- Byron Lars, dissenyador convidat de Barbie.

## Pel·lícula

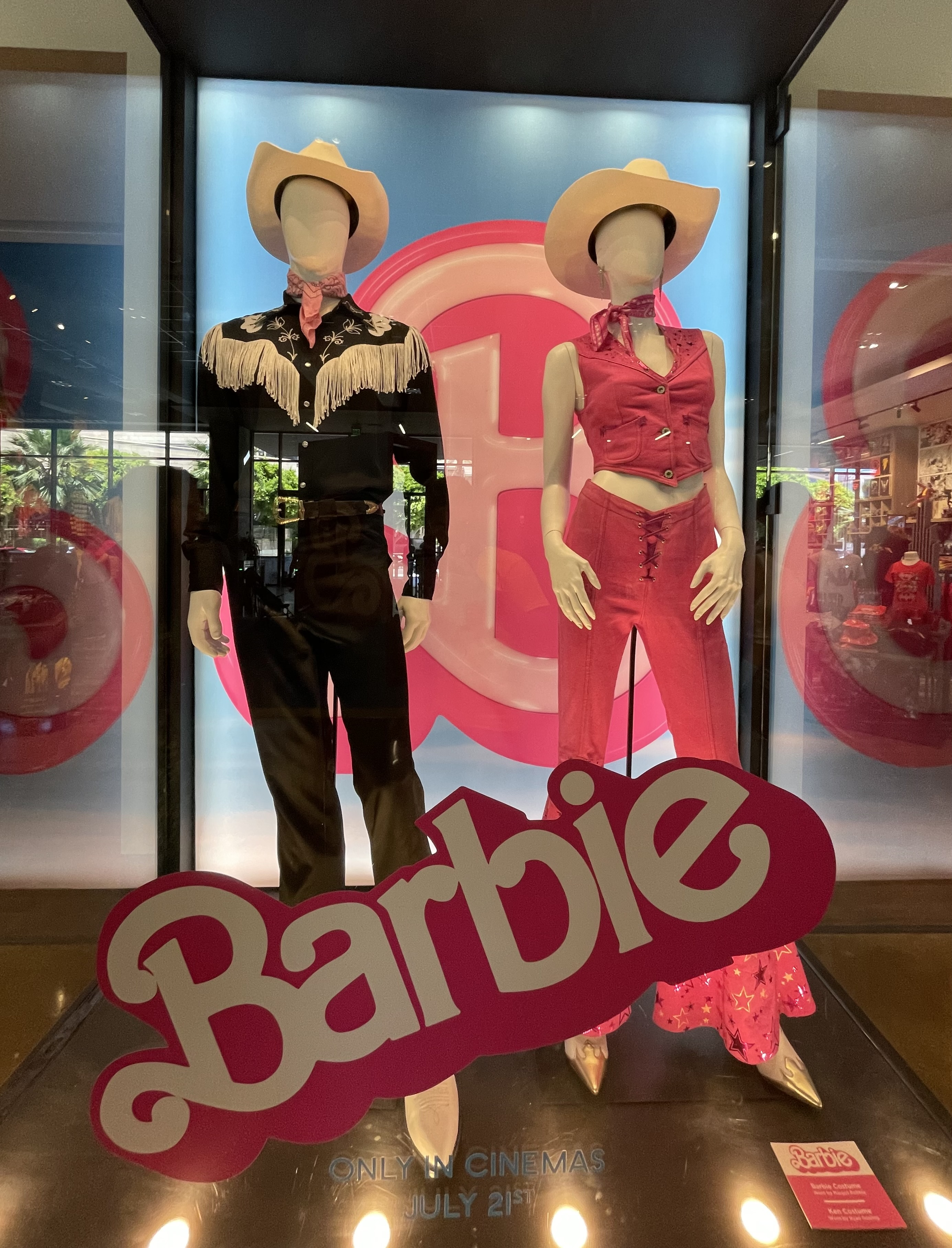
Vestits de Barbie i Ken que van utilitzar Margot Robbie i Ryan Gosling a la pel·lícula Barbie (2023) a Warner Bros. Studio Tour Hollywood.

El juliol de 2023 es va estrenar una comèdia al voltant de diferents peripècies de la Barbie, dirigida per Greta Gerwig, que va coescriure el guió amb Noah Baumbach, i protagonitzada pels actors Margot Robbie com a Barbie i Ryan Gosling com a Ken.

## Professions, oficis i caracteritzacions de Barbie
Les que han sortit a la venda són:
- Actriu
- Amfitriona
- Arquitecta
- Astronauta
- Atleta
- Ballarina de ballet
- Ballarina regional, de tango, etc.
- Banquera
- Bombera
- Campista
- Cangur
- Cantant (rap, pop, rock, pop-rock i òpera)
- Cosmetòloga
- Criada
- Cuinera
- Dentista
- Detectiva
- Dissenyadora
- Doctora (Metge)
- Empresària
- Enginyera Informàtica
- Entrenadora de dofins
- Esportista
- Fada
- Fotògrafa
- Geneta
- Gimnasta
- Guia turística
- Guitarrista (de rock, pop)
- Huasa (Edició especial per Xile)
- Humanista
- Hostessa
- Infermera
- Jardinera
- Llanera (Edició especial per Veneçuela)
- Manicura
- Maquilladora
- Mestra
- Mosquetera
- Nedadora
- Nutricionista
- Pediatra
- Perinatòloga
- Periodista
- Perruquera
- Pianista
- Pilot
- Pizzera (propietària de pizzeria)
- Podòloga
- Policia
- Presentadora de TV
- Princesa
- Professora
- Psicòloga
- Rebostera
- Recepcionista
- Representant
- Salvavides de platja
- Secretària
- Sirena
- Top Model (nines que posseeixen un cos realista, més prim, amb cames més llargues i detalls similars a un cos d'una model d'alta costura)
- Venedora
- Veterinària

## Roba i moda
Barbie té dues modes principals. Una és la més clàssica: la de princesa bella, amb el seu clàssic vestit, llaç, i sabates rosa. D'altra banda hi ha la fashion: amb els seus jeans o minifaldilla, cinturó, polera brillant, botes llargues, i pèl llarg. Altres modes són: biquinis, vestits curts, super-heroïnes, núvies, ballarines. La moda de Barbie és també utilitzada per les nenes que són les seves seguidores.

## Germanes
Barbie té tres germanes.
1. Chelsea té entre 6 i 9 anys.
2. Stacie té entre 10 i 12 anys.
3. Skipper té entre 14 i 16 anys.
4. Barbie és la més gran i té entre 17 i 20 anys